# Загађење у Кини
Загађење у Кини је један од аспеката шире теме еколошких питања у Кини. Разни облици загађења повећали су се како се Кина индустријализовала, што је изазвало широке здравствене проблеме у животној средини. Откако је 2013. спроведена политика чистог ваздуха, загађење се континуирано смањује широм Кине, а кинески градови више не доминирају на првом месту листе најзагађенијих градова.

## Статистика загађења

### Загађење тла
Огроман раст Народне Републике Кине од 1980-их резултирао је повећаним загађењем тла. Државна управа за заштиту животне средине верује да то представља претњу по животну средину, безбедност хране и одрживу пољопривреду. 38.610 квадратних миља (100.000 km²) обрађеног кинеског земљишта је загађено, а загађена вода се користи за наводњавање додатних 31,5 милиона миља (21,670 km²) и још 2 милиона миља (1.300 km²) покривени су или уништени чврстим отпадом. Захваћено подручје чини једну десетину обрадиве земље у Кини. Процењује се да 6 милиона тона прехрамбених зрна сваке године загађује тешким металима, што узрокује директне губитке од 29 милијарди јуана (2,57 милијарди америчких долара). Тешки метали (укључујући живу, олово, кадмијум, бакар, никл, хром и цинк) у контаминираном земљишту имају штетне здравствене ефекте на метаболизам човека. Гутање, контакт путем коже, исхрана кроз ланац земља-храна, унос дисајних путева и орални унос могу доставити токсичне супстанце људима.

### Отпад
Како се кинеска производња отпада повећава, недовољни напори на развоју способних система за рециклажу приписују се недостатку еколошке свести. У 2012. години је производња отпада у Кини износила 300 милиона тона.
Забрана је ступила на снагу 15. јуна 2008. године којом је свим супермаркетима, робним кућама и продавницама широм Кине забрањено да дају бесплатне пластичне кесе, подстичући људе да користе вреће од платна. Продавнице морају јасно означити цену пластичних кеса за куповину и забрањено је додавање те цене на цену производа. Производња, продаја и употреба ултра танких пластичних кеса — оних мањих од 0,025 милиметара (0,00098 у) — такође су забрањени. Државно веће је позвало на „повратак кеса од платна и корпи за куповину“. Ова забрана, међутим, не утиче на широку употребу папирних кеса за куповину у продавницама одеће или на употребу пластичних кеса у ресторанима за храну за понети. Истраживање Међународне асоцијације за паковање хране показало је да се у години након спровођења забране 10 посто мање пластичних кеса нашло у смећу.

### Електронски отпад
Кина је 2011. произвела 2,3 милиона тона електронског отпада. Очекује се да ће годишњи износ расти како кинеска економија расте. Поред производње домаћег отпада, велике количине електронског отпада увозе се из прекоморских земаља. Недавно је уведен закон који забрањује увоз електронског отпада и захтева правилно одлагање домаћег отпада, али је критикован као недовољан и подложан преварама. Постигнути су локални успеси, као на пример у граду Тјенђин где је 38.000 тона електронског отпада правилно одложено у 2010. години, али се са многим електронским отпадом и даље неправилно поступа.

### Индустријско загађење
Светска банка издала је извештај 1997. године усмерен на кинеску политику према индустријском загађењу. Извештај наводи да су „стотине хиљада превремених смртних случајева и случајева озбиљних респираторних болести проузроковани излагањем индустријском загађењу ваздуха. Озбиљно загађени индустријским испуштањем, многи кинески пловни путеви углавном нису погодни за директну људску употребу“. Међутим, извештај је признао да су прописи о заштити животне средине и индустријске реформе имали одређени ефекат. Утврђено је да ће наставак еколошких реформи вероватно имати велики ефекат на смањење индустријског загађења.
У чланку из 2007. године о проблему загађења Кине, Њујорк тајмс је изјавио да је „Деградација животне средине сада толико озбиљна, са тако снажним домаћим и међународним реперкусијама, да загађење не представља само дугорочно велико оптерећење за кинеску јавност већ и акутну акутност. политички изазов владајућој Комунистичкој партији“.